# Ciclova Română
Ciclova Română (en hongrois : Csiklófalu) est une commune du județ de Caraș-Severin en Roumanie.